# Metachrostis subrufescens
Metachrostis subrufescens là một loài bướm đêm trong họ Erebidae.